# Фортан
Фортан (фр. Fortan) насеље је и општина у централној Француској у региону Центар (регион), у департману Лоар и Шер која припада префектури Вандом.
По подацима из 2011. године у општини је живело 273 становника, а густина насељености је износила 45,65 становника/km². Општина се простире на површини од 5,98 km². Налази се на средњој надморској висини од 116 метара (максималној 147 m, а минималној 95 m).

## Демографија
| 1962. | 1968. | 1975. | 1982. | 1990. | 1999. | 2011. |
| ----- | ----- | ----- | ----- | ----- | ----- | ----- |
| 223   | 241   | 163   | 174   | 155   | 183   | 273   |

График промене броја становника у току последњих година